# Dieter Tartemann
Dieter Tartemann (* 16. Mai 1944; † 15. November 2024) war ein deutscher Fußballtrainer.

## Laufbahn
Seine erste Trainerstation war 1976 Olympia Bocholt in der Verbandsliga Niederrhein. Ein Jahr später übernahm er Schwarz-Weiß Essen, das er in der 2. Fußball-Bundesliga in der Saison 1977/78 leitete. Den Abstieg konnte er aber auch nicht verhindern, nachdem der Verein aus finanzieller Not Leistungsträger hatte verkaufen müssen. Mehrfach übernahm er danach interimistisch die SpVgg Erkenschwick in den Jahren 1982, 1986, 1989 und 1996. Seinen größten Erfolg feierte er mit Rot-Weiss Essen, das er 1984 als Absteiger in die Amateur-Oberliga Nordrhein übernahm und 1986 wieder in die 2. Bundesliga führte. In der zweiten Liga trainierte er noch 1987 den FC Remscheid und 1993 den Wuppertaler SV. 1998/99 übernahm er noch einmal Rot-Weiss Essen.
Beim Fusionsverein 1. FC Kleve wurde er im Jahr 2000 Manager.